# Żarnów (Opoczno)
Pour les articles homonymes, voir Żarnów.
Żarnów (prononciation [ˈʐarnuf]) est un village de la gmina de Żarnów, du powiat d'Opoczno, dans la voïvodie de Łódź, situé dans le centre de la Pologne.
Le village est le siège administratif (Chef-lieu) de la gmina appelée gmina de Żarnów.
Il se situe à environ 18 kilomètres au sud-ouest d'Opoczno (siège du powiat) et 77 kilomètres au sud-est de Łódź (capitale de la voïvodie).
Sa population s'élevait approximativement à 1 149 habitants en 2012.

## Administration
De 1975 à 1998, le village était attaché administrativement à l'ancienne voïvodie de Piotrków.

Depuis 1999, il fait partie de la nouvelle voïvodie de Łódź.